# Marineo
Marineo es una localidad italiana de la provincia de  Palermo, región de Sicilia, con 6.847 habitantes.

Ubicación de la ciudad de Marineo dentro de la provincia de Palermo.

## Evolución demográfica
| Gráfica de evolución demográfica de Marineo entre 1861 y 2001 |
|                                                               |
| Fuente ISTAT - Elaboración gráfica por parte de Wikipedia     |